# Wincenty Edmund Pawlaczyk
Wincenty Edmund Pawlaczyk (ur. 29 września 1939 w Piotrkowie Trybunalskim zm. 15 września 2021 w Kaliszu) – polski polityk, działacz społeczny, samorządowy, harcmistrz.
Jest synem Wincentego – żołnierza września 1939 – i Wandy z domu Kaczmarek. Jego rodzice pochodzili z rodzin kolejarskich zamieszkałych w Nowych Skalmierzycach. W 1942 r. rodzina Pawlaczyków przeniosła się do Kalisza. Ukończył I Liceum Ogólnokształcące im. A. Asnyka w Kaliszu i Wydział Prawa Uniwersytetu im. Adama Mickiewicza w Poznaniu. Po studiach odbył aplikację sędziowską,  a po niej pracował jako radca prawny i adwokat. 

## Działalność polityczna i samorządowa
W 1981 r. zostaje wybrany przewodniczącym Stronnictwa Demokratycznego w województwie kaliskim. Współpracował z władzami kaliskiej „Solidarności”. Po ogłoszeniu stanu wojennego kaliskie SD potępiło jego wprowadzenie, a dzięki poręczeniu Wincentego Pawlaczyka areszt mógł opuścić działacz kaliskiej „Solidarności” Bogusław Śliwa.
W 1990 roku zostaje radnym Rady Miejskiej w Kaliszu. Wybrany ponownie radnym w 1994 r., uzyskuje najwięcej głosów spośród wszystkich kandydatów. W Radzie Miejskiej Kalisza kieruje wówczas pracami Klubu Radnych Kaliskiego Porozumienia Wyborczego i jest przewodniczącym Komisji ds. Rodziny.
W 1995 r. tworzy Wojewódzki Komitet Wyborczy Jana Olszewskiego, a następnie organizuje i przewodniczy  Ruchowi Odbudowy Polski w województwie kaliskim. W wyniku kongresu ROP w 2001 roku wszedł w skład Zarządu Głównego ROP, obejmując w nim funkcję wiceprzewodniczącego.
W 1998 r. wybrany zostaje radnym po raz trzeci i staje na czele opozycyjnego Klubu Radnych Porozumienia Prawicy Chrześcijańskiej, skupiającego radnych AWS i ROP.  W wyborach samorządowych 2002 r. kandyduje z ramienia Kaliskiego Porozumienia Samorządowego „Przymierze” na stanowisko prezydenta miasta Kalisza i radnego Rady Miejskiej. W wyborach do Rady uzyskuje 501 głosów, co daje mu drugie miejsce wśród wszystkich kandydatów i mandat radnego. W 2002 r. prezydent Kalisza Janusz Pęcherz powołuje go na stanowisko Wiceprezydenta Miasta. 

## Działalność harcerska i społeczna
Był zuchem w Kaliszu, w czasie studiów w Poznaniu zaangażował się w Instruktorskiej Drużynie Akademickiej „Płomień”. W latach 1962–1968 był instruktorem kaliskiego ZHP. W 1980 włączył się w działalność Kręgów Instruktorów Harcerskich im. Andrzeja Małkowskiego. Po rozwiązaniu KIHAM dalej prowadzi pracę instruktorską z harcerzami w ramach nielegalnego Ruchu Harcerskiego, w 1986 r. zakłada w Kaliszu Duszpasterstwo Harcerek i Harcerzy. W 1989 r. jest jednym z inicjatorów założenia Związku Harcerstwa Rzeczypospolitej, którego instruktorem był do śmierci. Był członkiem Komisji Rewizyjnej ZHR w latach 1993–1995 i 2001–2004. 
W latach 70. włącza się w działalność kaliskiego oddziału PTTK, którego w latach 1978–1981 jest prezesem. W drugiej połowie lat 80. ponownie zostaje wybrany prezesem kaliskiego oddziału PTTK. Został odznaczony Złotą Honorową Odznaką PTTK.
Był aktywnym członkiem Parafii Miłosierdzia Bożego w Kaliszu, działaczem Akcji Katolickiej i Klubu Inteligencji Katolickiej, wykładowcą kaliskiego seminarium duchownego i współpracownikiem Caritas.
Był przewodniczącym Miejskiego Komitetu Ochrony Pamięci Walk i Męczeństwa w Kaliszu. W 2010 roku został odznaczony tytułem „Zasłużony dla Miasta Kalisza”.